# تپه اوغلان قلعه
تپه اوغلان قلعه مربوط به سده‌های اولیه دوران‌های تاریخی پس از اسلام - دوره اشکانیان است و در شهرستان ساوه، بخش مرکزی، دهستان قره چای، شرق روستای آسیابک بند واقع شده و این اثر در تاریخ ۲۶ اسفند ۱۳۸۶ با شمارهٔ ثبت ۲۲۰۵۴ به‌عنوان یکی از آثار ملی ایران به ثبت رسیده است.